# Biserica Stamatinești
Biserica Stamatinești (Biserica „Sfinții Voievozi” - Stamatinești) este o biserică ortodoxă română situată pe strada Moldovei nr. 5 din Focșani, România. Este închinată Sfinților Arhangheli Mihail și Gavriil.

## Istoric
Ctitorul bisericii a fost banul Toma Stamatin. Deoarece inițial a fost o capelă privată pentru familie, biserica a luat acest nume. A fost construită între 1789 și 1798 pe locul unei vechi biserici de lemn distruse de un incendiu.

## Arhitectură
Biserica este construită cu forma în plan de treflă, având nartex, naos și altar. Un rând de cărămizi deasupra ferestrelor împarte fațadele în două registre orizontale. Un fragment de zid din secolul al XVIII-lea s-a păstrat în partea estică a bisericii. Biserica și zidul sunt clasate ca monumente istorice de către Ministerul Culturii și Cultelor din România..

## Momente marcante
La 29 mai 1860, poetul Grigore Alexandrescu, care era membru al Comisiei Centrale de la Focșani, s-a căsătorit în această capelă a familiei Stamatineștilor, cu Raluca Stamatin, fiica unui spătar.